# Fever (Bullet for My Valentine)
Fever je treći studijski album velškog heavy metal sastava Bullet for My Valentine. Sadrži jedanaest pjesama, album je objavljen 26. i 27. travnja 2010. u Velikoj Britaniji i u SAD-u. Album je prodan u 71.000 primjeraka u SAD-u i 21.965 u Velikoj Britaniji u prvom tjednu izlaska, a debitirao je na poziciji broj 3 na Billboard 200 i broj 1 na Billboardovoj ljestvici Rock i Alternative, što ga čini najuspješnijim albumom benda do danas. Od izlaska, Fever je prodao više od 600 000 primjeraka širom svijeta. Krajem 2013. također je u Velikoj Britaniji postao zlatan.

## Popis pjesama
| 1.    | »Your Betrayal«               | 4:51 |
| 2.    | »Fever«                       | 3:57 |
| 3.    | »The Last Fight«              | 4:19 |
| 4.    | »A Place Where You Belong«    | 5:06 |
| 5.    | »Pleasure and Pain«           | 3:35 |
| 6.    | »Alone«                       | 5:56 |
| 7.    | »Breaking Out, Breaking Down« | 4:04 |
| 8.    | »Bittersweet Memories«        | 5:09 |
| 9.    | »Dignity«                     | 4:29 |
| 10.   | »Begging for Mercy«           | 3:56 |
| 11.   | »Pretty on the Outside«       | 3:56 |
| 49:33 |                               |      |